# Csaba Dénes
Csaba Dénes (ur. 20 lutego 1977 w Budapeszcie) – węgierski wioślarz.

## Osiągnięcia
- Mistrzostwa Świata – Mediolan 2003 – jedynka wagi lekkiej – 5. miejsce[1].
- Mistrzostwa Świata – Linz 2008 – ósemka wagi lekkiej – 9. miejsce[1].